# دفع خلفي

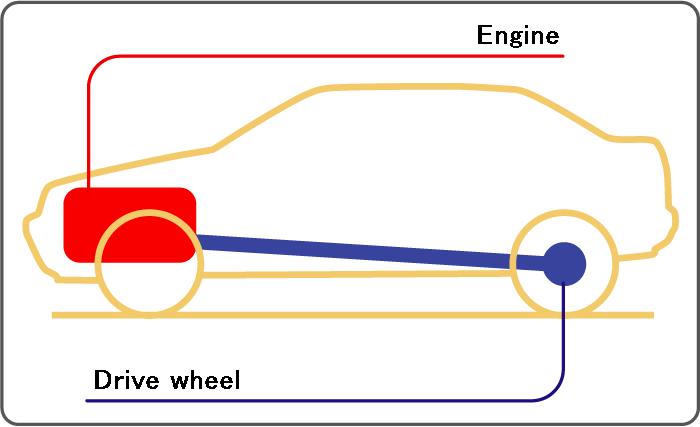
تبين طريقة الدفع الخلفي.

الدفع الخلفي نوع من أنظمة دفع السيارات لنقل الحركة من المحرك إلى العجلات الخلفية للسيارة، وهو أحد الأنواع الثلاثة للدفع، أما النوعان الأخران هما: الدفع الأمامي والدفع الرباعي. وهو ينقسم إلى قسمين: الدفرنس وهو التعليق الصلب ويستخدم للشاحنات وسيارات النقل نظرا لصلابته والنوع الآخر هو الفريول (نظام التعليق المستقل) والذي يستخدم في السيارات الفاخرة مثل المرسيدس وبي إم دبليو واللكزس وهو مريح لانة حر الحركة على سبيل المثال حين تعرض الإطار الخلفي الأيمن لمطب أو حفرة أو ماشابة فإنة لايؤثر بالحركة بشكل كبير على الجهة اليسرى.
وبدأت شركة فورد باستخدام الفريول في سيارتها العائلية الضخمة اكسبدشن وايضاً شقيقتها الصغرى اكسبلورر. وهو يستخدم من قبل دودج وجيب وكرايسلر في جميع الفئات ماعدا (دودج رام - جيب رانجلر)

## سلبياته
- ضعف عزم السيارة، لأن بعض قوة المحرك تضيع إلى أن تصل إلى قوة الدفع (الإطارات الخلفية)، وحالياً يتم تفادي هذه المشكلة مع زيادة قوة المحركات.
- ثقل السيارة.
- تستهلك كميات وقود أكثر من سيارات الدفع الأمامي.
- التروس الفرقية (الدفرنشل) غير مريح وغير ثابت مقارنةً بالدفع الامامي والرباعي.

## إيجابياته
- صيانته أقل وأرخص.
- الثبات في الخطوط والطرق الطويلة، نظراً لثقل السيارة.
- أفضل تحملاً للبيئة الصحراوية، وأفضل في الرمال مقارنة مع الدفع الأمامي.
- يعتبرر الدفع الرباعي (التعليق المستقل)، أكثر راحة وثبات.
- يعطي قوة دفع أكبر للسيارة